# 阿真塔
阿真塔（義大利語：Argenta），是意大利费拉拉省的一个市镇。总面积311.02平方公里，人口22570人，人口密度72.6人/平方公里（2009年）。ISTAT代码为038001。

## 地理
阿根塔坐落在一片平坦的農業地區，靠近科馬基奧河谷潟湿地。大部分潟湿地今天已经成为野生动植物保护区，而阿根塔则拥有许多供鸟类学研究的设施的沼泽博物馆。

## 歷史
這個城鎮是由古羅馬人創建的。1295年，它成為羅馬尼亞主要吉貝林派領袖大會的所在地，以決定對教皇國的戰爭進程。
1923年，一支黑衫軍小隊謀殺了一名天主教神父，唐·喬凡尼·敏佐尼，他是反法西斯主義者，也是羅馬尼亞貧農的代言人，同時也是幾位社會主義政治家如納塔萊·加爾巴的朋友。
第二次世界大戰期間，該地區是德國國防軍的哥特防線的一部分。在1945年4月，隨著烤肉行動盟軍的推進，它成為亞根塔峽口之戰的地點。

## 姊妹城市
自2003年起，阿爾真塔與以下城市締結了姊妹城市關係：
- 法國卡斯特爾諾勒,

## 主要景点
- 聖喬治堂，位於雷諾河上的一座古基督教教堂。
- 阿爾真塔山谷博物館
- 土地開墾博物館
- 聖尼各老主教座堂，也稱為聖尼各老主教座堂
- 聖多明我教堂

## 交通
阿根塔位於SS16亞德里亞大道，連接費拉拉和拉文納。它設有一個位於費拉拉-拉文納-里米尼 鐵路的車站。